# Sidentigerspinnare
Sidentigerspinnare (Hyphantria cunea) är en fjärilsart som beskrevs av Dru Drury 1770. Sidentigerspinnare ingår i släktet Hyphantria och familjen björnspinnare. Arten har ej påträffats i Sverige. Inga underarter finns listade i Catalogue of Life.

## Bildgalleri

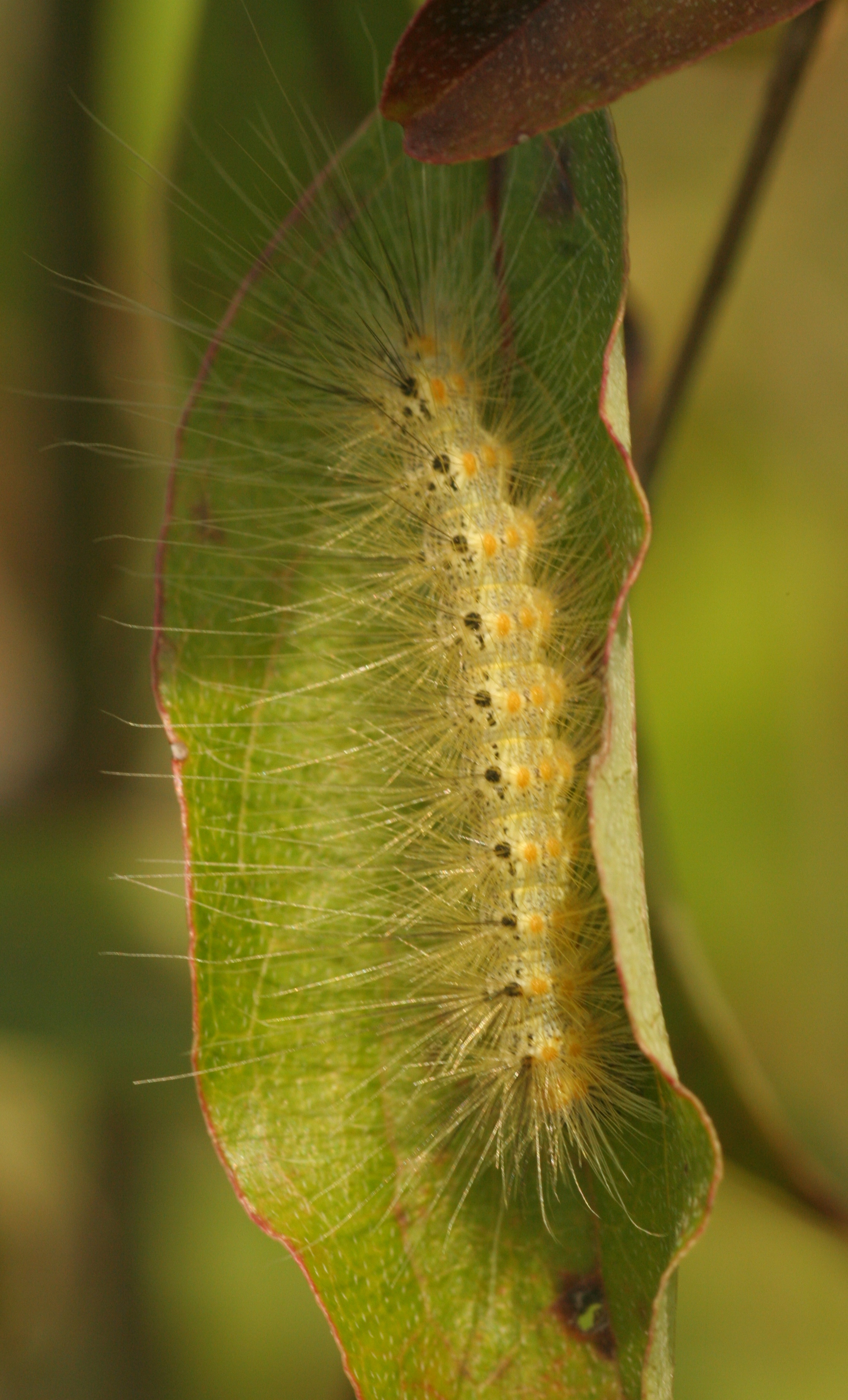
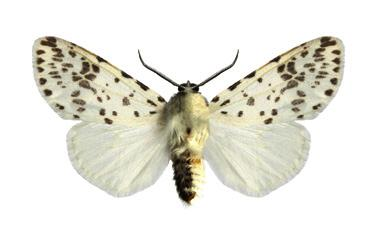
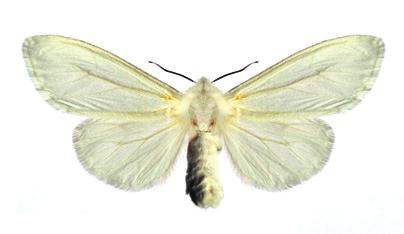
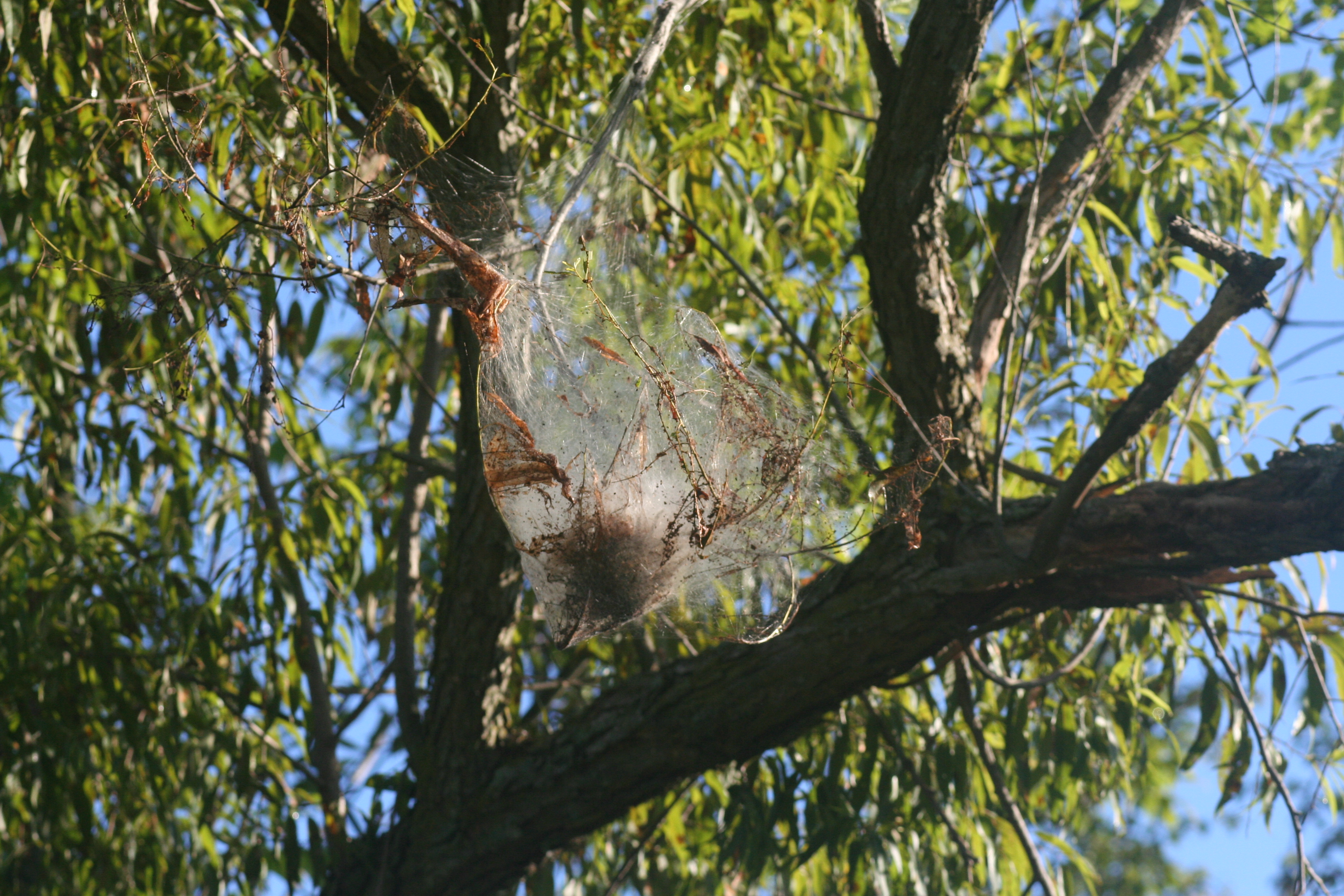
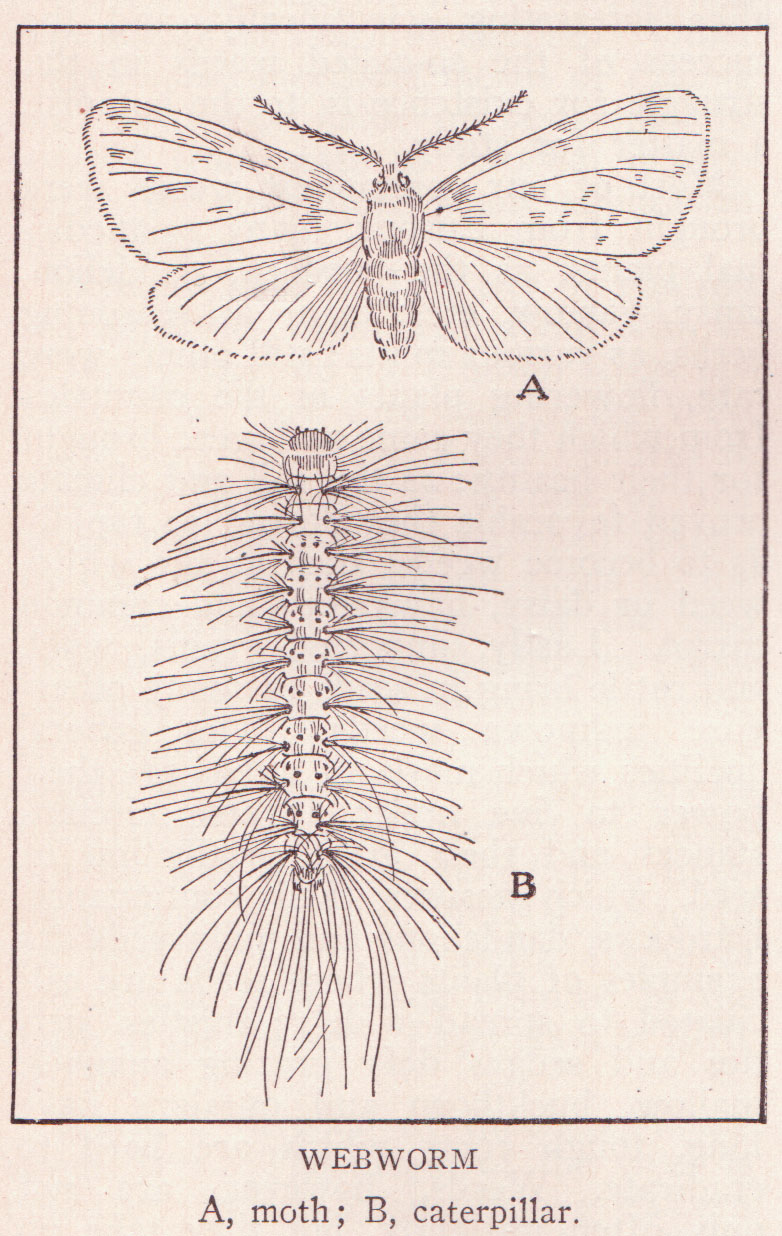
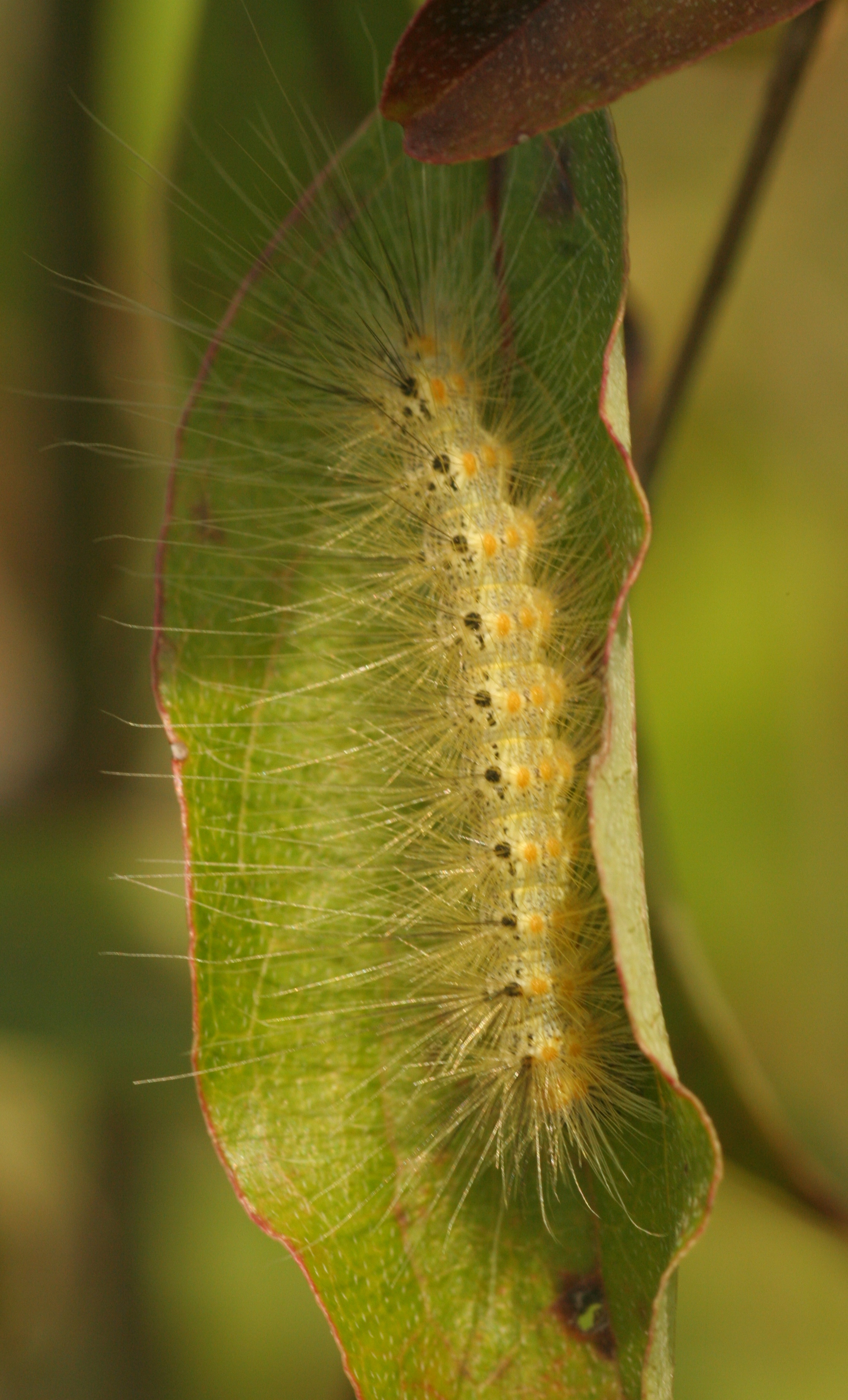